# Shimon ben Gamliel II
Simeon ben Gamliel II, anche Shimon ((in ebraico  רבן שמעון בן גמליאל‎?); Israele, ... – ...; fl. II secolo), era un saggio ebreo Tanna, della terza generazione tannaitica e presidente del Gran Tribunale (Sinedrio).
Shimon era un ragazzo che risiedeva nella fortezza di Betar (vicino a Betlemme), quando scoppiò la rivolta di Bar Kokhba, ma una volta che la fortezza venne espugnata dai romani, riuscì a scampare al massacro. Quando venne ripristinato il collegio a Usha, Shimon venne eletto presidente, questa carica essendogli riconosciuta non solo perché era un discendente del casato di Hillel il Vecchio, ma anche quale onore per la sua profonda erudizione, saggezza e influenza. 
La sua tomba si trova a Kfar Manda, nella Bassa Galilea.